# János Kájoni
Ioan Căianu (latino: Johannes Caioni, rumeno: Ion Căian o Căianu; Kiskájon, 1629 – Gyergyószárhegy, 25 aprile 1687) è stato un musicista romeno, costruttore e riparatore di organi.
Nato in Transilvania, fu monaco francescano (a partire dal 1647), prete cattolico (ordinato nel 1655) e umanista. Inviato in Transilvania, dove lavorò come costruttore e riparatore di organi, assunse il nome di Ioan Căianu.
Effettuò un recupero della tradizione musicale rumena, trascrivendo per virginale ed arricchendo del basso continuo i canti e le danze popolari, che riunì e pubblicò nel Codex Caioni. Come editore musicale, pubblicò numerosi altri lavori, tra cui Organo Missale, Cantionale Catolicum, Sacri Concentus, Calendarium, Antiphonarium Romanum.